# Championnats d'Asie d'athlétisme en salle 2012
Navigation
Téhéran 2010 Hangzhou 2014
Les 5es Championnats d'Asie d'athlétisme en salle se déroulent du 18 au 19 février 2012 à Hangzhou, en Chine sous l'égide de l'Association asiatique d'athlétisme. C'est la première fois que le pays accueille l'évènement. 

## Résultats

### Hommes
| 60 m | Reza Ghasemi 6 s 68                      | Lai Chun Ho 6 s 78              | Hassan Heidarpour 6 s 78       |
| 400 m | Reza Bouazar 48 s 09                     | Chang Pengben 48 s 47           | Amin Ghelichi 48 s 64          |
| 800 m | Mohammad Al-Azimi 1 min 47 s 37 (CR)     | Adnan Al-Mntfage 1 min 49 s 42  | Yang Xiaofei 1 min 50 s 32     |
| 1 500 m | Mohammed Shaween 3 min 57 s 84           | Mohammed Al-Garni 3 min 58 s 04 | Omar Al-Rasheedi 3 min 59 s 83 |
| 3 000 m | Shugi Gelasa Bilisuma 7 min 43 s 88 (CR) | Mohamad Al-Garni 7 min 46 s 17  | Alemu Bekele 7 min 48 s 04     |
| 60 m haies | Jiang Fan 7 s 74 (CR)                    | Abdulaziz Al-Mandeel 7 s 82     | Ji Wei 7 s 85                  |
| 4 × 400 m | Épreuve non disputée                     | Épreuve non disputée            | Épreuve non disputée           |
| Saut en hauteur | Mutaz Essa Barshim 2,37 m (WL, AR, CR)   | Zhang Guowei 2,28 m             | Ghazal Majd Eddin 2,24 m       |
| Saut à la perche | Yang Yansheng 5,50 m                     | Zhang Wei 5,40 m                | Junya Nagata 5,30 m            |
| Saut en longueur | Li Jinzhe 7,98 m                         | Rikiya Saruyama 7,63 m          | Kumaravel Premkumar 7,62 m     |
| Triple saut | Dong Bin 17,01 m (CR)                    | Cao Shuo 17,01 m                | Li Yanxi 16,23 m               |
| Lancer du poids | Zhang Jun 19,78 m (CR)                   | Wang Guangfu 19,40 m            | Wang Like 19,09 m              |
| Heptathlon | Dmitriy Karpov 5 928 pts (CR)            | Keisuke Ushiro 5 590 pts        | Hiromasa Tanaka 5 033 pts      |
| Records et Performances - AR : Record continental (area record) - CR : Record des championnats (championship record) - MR : Record du meeting (meet record) - NR : Record national (national record) - OR : Record olympique (olympic record) - PR : Record paralympique (paralympic record) - PB : Record personnel (personal best) - SB : Meilleure performance personnelle de la saison (season's best) - WL : Meilleure performance mondiale de l'année (world leader) - WJR : Record du monde junior (world junior record) - WR : Record du monde (world record) Circonstances et Conditions - DNF : N'a pas terminé (did not finish) - DNS : N'a pas pris le départ (did not start) - DQ : Disqualification (disqualification) - NM : Aucun essai valable enregistré (No Mark) - Q : Qualifié « directement » au prochain tour (ou à la prochaine compétition), lors d'une compétition majeure, grâce au classement ou à la réalisation des minima (automatic qualifier) - q : Qualifié au prochain tour (ou à la prochaine compétition), lors d'une compétition majeure, grâce au repêchage ou à la réalisation de l'une des meilleures performances parmi celles des « non qualifiés directement » (grâce au meilleur temps ou à la meilleure distance par exemple) (secondary qualifier) |                                          |                                 |                                |

### Femmes
| 60 m | Wei Yongli 7 s 37                                                     | Tao Yujia 7 s 40                                                                              | Viktoriya Zyabkina 7 s 44                                                                |
| 400 m | Maryam Tousi 53 s 85 (NR)                                             | Chen Jingwen 54 s 17                                                                          | Tang Xiaoyin 55 s 06                                                                     |
| 800 m | Zhao Jing 2 min 04 s 15                                               | Shumi Regasa Gensebi 2 min 05 s 96                                                            | Song Tingting 2 min 11 s 32                                                              |
| 1 500 m | Genzeb Shumi Regasa 4 min 15 s 85                                     | Betlhem Desalegn 4 min 16 s 97                                                                | Liu Fang 4 min 18 s 32                                                                   |
| 3 000 m | Shitaye Eshete 8 min 49 s 27 (CR)                                     | Betlhem Desalegn 8 min 53 s 56                                                                | Chalchissa Tejitu Daba 8 min 53 s 75                                                     |
| 60 m haies | Wu Shuijiao 8 s 24 (CR)                                               | Natalya Ivoninskaya 8 s 29                                                                    | Sun Yawei 8 s 35                                                                         |
| 4 × 400 m | Chine Chen Yanmei Tang Xiaoyin Cheng Chong Chen Jingwen 3 min 40 s 34 | Kazakhstan Natalya Tukova Yekaterina Yermak Margarita Kudinova Alexandra Kuzina 3 min 44 s 85 | Kirghizistan Olesia Korovina Anna Bulanova Ksenia Kadkina Iuliia Khodykina 3 min 56 s 11 |
| Saut en hauteur | Zheng Xingjuan 1,92 m                                                 | Wang Yang (en) 1,88 m                                                                         | Duong Thi Viet Anh 1,84 m                                                                |
| Saut à la perche | Li Ling 4,50 m (AR, CR)                                               | Choi Yun-hee 4,30 m                                                                           | Nakada Megumi 4,15 m                                                                     |
| Saut en longueur | Lu Minjia 6,33 m                                                      | Anastassiya Kudinova 6,23 m                                                                   | Wang Wupin 6,22 m                                                                        |
| Triple saut | Xie Limei 14,06 m                                                     | Li Yanmei 13,73 m                                                                             | Lyudmila Grankovskaya 13,22 m                                                            |
| Lancer du poids | Liu Xiangrong 18,37 m                                                 | Leila Rajabi 17,51 m                                                                          | Meng Qianqian 16,13 m                                                                    |
| Pentathlon | Irina Karpova 4 050 pts                                               | Duong Thi Viet Anh 3 812 pts                                                                  | Sepideh Tavakoli 3 775 pts                                                               |
| Records et Performances - AR : Record continental (area record) - CR : Record des championnats (championship record) - MR : Record du meeting (meet record) - NR : Record national (national record) - OR : Record olympique (olympic record) - PR : Record paralympique (paralympic record) - PB : Record personnel (personal best) - SB : Meilleure performance personnelle de la saison (season's best) - WL : Meilleure performance mondiale de l'année (world leader) - WJR : Record du monde junior (world junior record) - WR : Record du monde (world record) Circonstances et Conditions - DNF : N'a pas terminé (did not finish) - DNS : N'a pas pris le départ (did not start) - DQ : Disqualification (disqualification) - NM : Aucun essai valable enregistré (No Mark) - Q : Qualifié « directement » au prochain tour (ou à la prochaine compétition), lors d'une compétition majeure, grâce au classement ou à la réalisation des minima (automatic qualifier) - q : Qualifié au prochain tour (ou à la prochaine compétition), lors d'une compétition majeure, grâce au repêchage ou à la réalisation de l'une des meilleures performances parmi celles des « non qualifiés directement » (grâce au meilleur temps ou à la meilleure distance par exemple) (secondary qualifier) |                                                                       |                                                                                               |                                                                                          |

## Tableau des médailles
| Rang  | Nation              | Or | Argent | Bronze | Total |
| ----- | ------------------- | -- | ------ | ------ | ----- |
| 1     | Chine               | 14 | 9      | 10     | 33    |
| 2     | Iran                | 3  | 1      | 3      | 7     |
| 3     | Bahreïn             | 3  | 1      | 2      | 6     |
| 4     | Kazakhstan          | 2  | 3      | 2      | 7     |
| 5     | Qatar               | 1  | 2      | 0      | 3     |
| 6     | Koweït              | 1  | 1      | 1      | 3     |
| 7     | Arabie saoudite     | 1  | 0      | 0      | 1     |
| 8     | Japon               | 0  | 2      | 3      | 5     |
| 9     | Émirats arabes unis | 0  | 2      | 0      | 2     |
| 10    | Viêt Nam            | 0  | 1      | 1      | 2     |
| 11    | Hong Kong           | 0  | 1      | 0      | 1     |
| 11    | Irak                | 0  | 1      | 0      | 1     |
| 11    | Corée du Sud        | 0  | 1      | 0      | 1     |
| 14    | Inde                | 0  | 0      | 1      | 1     |
| 14    | Kirghizistan        | 0  | 0      | 1      | 1     |
| 14    | Syrie               | 0  | 0      | 1      | 1     |
| Total | Total               | 25 | 25     | 25     | 75    |